# Communauté de communes Vivre en Cévennes
Die Communauté de communes Vivre en Cévennes ist ein ehemaliger französischer Gemeindeverband mit der Rechtsform einer Communauté de communes im Département Gard in der Region Okzitanien. Sie wurde am 30. Dezember 1998 gegründet und umfasste sieben Gemeinden. Der Verwaltungssitz befand sich in der Gemeinde Rousson.

## Historische Entwicklung
Mit Wirkung vom 1. Januar 2017 fusionierte der Gemeindeverband mit der
- Alès Agglomération (vor 2017),
- Communauté de communes du Pays Grand Combien sowie
- Communauté de communes des Hautes Cévennes

und bildete so die gleichnamige Nachfolgeorganisation Alès Agglomération. Trotz der Namensgleichheit mit einer der Vorgängerorganisationen handelt es sich um eine Neugründung mit anderer Rechtspersönlichkeit.

## Ehemalige Mitgliedsgemeinden
1. Les Mages
2. Le Martinet
3. Rousson
4. Saint-Florent-sur-Auzonnet
5. Saint-Jean-de-Valériscle
6. Saint-Julien-de-Cassagnas
7. Saint-Julien-les-Rosiers